# Řecké číslice
Řecké číslice jsou způsob zápisu čísel pomocí písmen řecké abecedy. Jedná se o příklad nepoziční číselné soustavy, podobně jako římské číslice. Tj. hodnota čísla se získá prostým součtem hodnot použitých znaků, a proto je potřeba mít znaky nejen pro jednotky, ale i desítky, stovky a další řády.
V dnešním Řecku se používají při podobných příležitostech jako římské číslice v Česku, pro běžné použití se používají arabské číslice.

## Popis
Na rozdíl od římských číslic, řecké mají znak pro každou jednotku (1–9), desítku (10–90) a stovku (100–900). Jelikož má současná alfabeta jen 24 písmen a pro první tři desítkové řády je třeba 27 různých symbolů, používají se i tři historická písmena: digamma ϝ (nebo stigma ϛ) pro 6, koppa ϟ pro 90, a sampí ϡ pro 900. Pro řád tisíců se používají stejné symboly jako pro řád jednotek, ale před ně se uvede tzv. spodní znak pro řecké číslo, kód Unicode U+0375: ͵ . Hodnoty jednotlivých znaků se pak jednoduše sečtou a tím získáme hodnotu celého čísla. Příklady: σμϝʹ = 246 ; ͵βιαʹ = 2011.
Aby se odlišila čísla od textu, používaly se různé metody: symbol ʹ (znak pro řecké číslo, kód Unicode U+0374) na konci čísla nebo vodorovná čára („pruh“) nad písmeny tvořící číslo.

### Tabulka hodnot znaků
| Písmeno  | Hodnota |  | Písmeno | Hodnota |  | Písmeno | Hodnota |
| -------- | ------- |  | ------- | ------- |  | ------- | ------- |
| α        | 1       |  | ι       | 10      |  | ρ       | 100     |
| β        | 2       |  | κ       | 20      |  | σ       | 200     |
| γ        | 3       |  | λ       | 30      |  | τ       | 300     |
| δ        | 4       |  | μ       | 40      |  | υ       | 400     |
| ε        | 5       |  | ν       | 50      |  | φ       | 500     |
| ϝ nebo ϛ | 6       |  | ξ       | 60      |  | χ       | 600     |
| ζ        | 7       |  | ο       | 70      |  | ψ       | 700     |
| η        | 8       |  | π       | 80      |  | ω       | 800     |
| θ        | 9       |  | ϟ       | 90      |  | ϡ       | 900     |

Dnes se většinou používají velká písmena, např. Filipa II. zapíší Řekové jako Φίλιππος Βʹ.